# Vilne Zaporijjea, Novîi Buh
Vilne Zaporijjea (în ucraineană Вільне Запоріжжя) este localitatea de reședință a comunei Vilne Zaporijjea din raionul Novîi Buh, regiunea Mîkolaiiv, Ucraina.

## Demografie
Componența lingvistică a localității Vilne Zaporijjea
     Ucraineană (89,27%)
     Rusă (4,58%)
     Română (3,86%)
     Alte limbi (0,29%)
Conform recensământului din 2001, majoritatea populației localității Vilne Zaporijjea era vorbitoare de ucraineană (89,27%), existând în minoritate și vorbitori de rusă (4,58%), română (3,86%) și armeană (2%).